# Santa Lucía Monteverde
Santa Lucía Monteverde es una localidad del estado mexicano de Oaxaca. Es cabecera del municipio de Santa Lucía Monteverde.

## Demografía
| Censo | Población |
| ----- | --------- |
| 1900  | 1364      |
| 1910  | 1106      |
| 1921  | 1283      |
| 1930  | 997       |
| 1940  | 966       |
| 1950  | 1205      |
| 1960  | 1375      |
| 1970  | 1280      |
| 1980  | 442       |
| 1990  | 263       |
| 1995  | 217       |
| 2000  | 201       |
| 2005  | 252       |
| 2010  | 409       |
| 2020  | 474       |